# Ulrich Matschoss
Ulrich Matschoss (* 16. Mai 1917 in Wanne, heute Herne; † 1. Juli 2013 in Schneverdingen) war ein deutscher Bühnen- und Filmschauspieler. Er trat hauptsächlich im Fernsehen auf.

## Leben
Matschoss wuchs in Schlesien auf und war von 1941 bis 1947 in kanadischer Kriegsgefangenschaft. Dort spielte er auch Theater und debütierte als Schwarz in Die Räuber.
Als er 1947 mit 30 Jahren aus der Kriegsgefangenschaft entlassen wurde, beschloss er nach seinen Auftritten dort, Schauspieler zu werden. Ohne weiteren Schauspielunterricht spielte er an mehreren Bühnen, unter anderem 1949 bei den Festspielen Sommerhausen. 1950 engagierte man ihn für fünf Jahre an das Badische Staatstheater Karlsruhe, anschließend spielte er von 1955 bis 1962 an den Bühnen der Hansestadt Lübeck, von 1962 bis 1970 am Württembergischen Staatstheater Stuttgart und schließlich ab 1970 am Thalia-Theater in Hamburg. Dort arbeitete er wiederholt unter der Regie von Rudolf Noelte.
Seine erste Fernsehrolle hatte er 1959 in dem Fernsehfilm Raskolnikoff, 1962 spielte er als erste Filmrolle einen Gestapomann. Einem größeren Publikum bekannt wurde Matschoss vor allem durch seine Rollen in Fernsehserien wie Stahlnetz und Die fünfte Kolonne. In der Fernsehreihe Tatort spielte er in den Schimanski-Filmen über zehn Jahre die Rolle des Kriminaloberrats Karl Königsberg. Ab 1994 war er als Professor Lüders, der Leiter einer Kinderklinik in der Sat.1-Serie Hallo, Onkel Doc!, und auch in den Krimiserien Ein Fall für zwei, Der Alte und SOKO 5113 zu sehen. In der Hörspielfolge Rätsel um den tiefen Keller nach Enid Blyton des Europa-Label lieh er der Figur des Onkel Bob seine Stimme.
Matschoss war verheiratet und hinterließ drei Kinder. Sein Sohn Thomas ist ebenfalls als Regisseur tätig.

## Filmografie (Auswahl)
| - 1959: Raskolnikoff (Fernsehen) - 1960: Stahlnetz: Die Zeugin im grünen Rock - 1962: Leben des Galilei - 1962: Verrat auf Befehl The Counterfeit Traitor (ungenannt) - 1963–1968: Die fünfte Kolonne (FS-Serie) - 1965: Zeitsperre - 1966: Wilhelm Tell (Fernsehen) - 1967: Moral (Fernsehen) - 1967: Der Mann aus dem Bootshaus (Fernsehen) - 1967: Liebesgeschichten (FS-Serie) - 1969: Rebellion der Verlorenen (FS-Dreiteiler) - 1969: Der Fall Liebknecht-Luxemburg (FS-Zweiteiler) - 1970: Tanker (Fernsehen) - 1971: Kein Geldschrank geht von selber auf (Fernsehen) - 1972: Tatort: Strandgut - 1972: Mandala (Fernsehen) - 1972: Hamburg Transit: Leichtes Handgepäck (Fernsehen) - 1973: Nestwärme (Fernsehen) - 1975: Tatort: Mordgedanken - 1978: Gesucht wird … – Karsten Kehl - 1979: Ein Kapitel für sich - 1981–1988, 1991: Tatort (Schimanski + Thanner, WDR) - 1982: Das Beil von Wandsbek - 1982–2000: Ein Fall für zwei (mehrere Folgen) - 1985: Die Schwarzwaldklinik – Sterbehilfe - 1984: Gesichter des Schattens - 1985: Schwarz Rot Gold – Nicht schießen! | - 1985: Zahn um Zahn - 1986: Engels & Consorten (Fernsehserie) - 1986: Vertrauen gegen Vertrauen - 1987: Der Alte – (Folge 124: Kein gutes Ende) - 1988: Die Bombe Fernsehfilm - 1988: Martha Jellneck - 1989: Der Fuchs (Fernsehserie) - 1989: Die Schwarzwaldklinik – Mit Geld geht alles? - 1989: Mit Leib und Seele (Fernsehserie) - 1991–1994: Unsere Hagenbecks (3 Folgen) - 1993: Jenny Marx, la femme du diable (Fernsehen) - 1993: Stunde der Füchse - 1994: Tatort: Bienzle und das Narrenspiel - 1994–1998: Hallo, Onkel Doc! (Fernsehserie) - Zwei zum Verlieben - 1997: Red Corner – Labyrinth ohne Ausweg (Red Corner) - 1997: Reise in die Dunkelheit - 1997: Ende einer Leidenschaft (Fernsehen) - 2000: Schimanski muss leiden - 2001: Jenseits der Liebe (Fernsehen) - 2001: Das Glück ist eine Insel - 2004: Metallic Blues - 2004: Tatort: Verraten und verkauft - 2005: Der zweite Blick (Fernsehen) - 2007: Die Entführung |

## Hörspiele
- 1968: Arnold E. Ott: Der Mörder soll sterben – Regie: Hans Gerd Krogmann  (Kriminalhörspiel – SWF)